# Thomas Newman
Thomas Newman (Los Angeles, 20 oktober 1955) is een Amerikaanse componist van filmmuziek. Hij is de zoon van eveneens bekende filmcomponist Alfred Newman. Zijn oom Lionel Newman, broer David Newman, zus Maria Newman en zijn neven Randy Newman en Emil Newman zijn ook (film)componisten.

## Biografie
Newman volgde zijn opleiding aan Yale University, waarna hij in 1984 zijn componistencarrière startte met zijn score voor de film Reckless. Zijn doorbraak vond echter plaats in 1994 toen hij twee keer werd genomineerd voor een Oscar voor zijn muziek voor de films Little Women en The Shawshank Redemption. Newman groeide in de jaren 90 uit tot een van de succesvolste Hollywoodcomponisten, hij werd hoog gewaardeerd door recensenten en werd veel gevraagd voor diverse financieel successen. In 1999 componeerde hij de muziek voor American Beauty, waarvoor zijn album een Grammy Award voor beste soundtrackalbum won. Zijn succes zette zich voort in de 21ste eeuw, hij componeerde de muziek voor onder andere Road to Perdition, Finding Nemo, Lemony Snicket's A Series of Unfortunate Events, The Good German en WALL-E. Alhoewel Newman de muziek er niet speciaal voor componeerde zijn in Michael Moore's documentaire Sicko uit 2007 zeven composities van Newman uit eerder werk gebruikt.
Newman componeerde naast muziek voor films ook muziek voor televisieseries, waaronder de muziekthema's van de serie Boston Public en de miniserie Angels in America. Zijn themamuziek voor de televisieserie Six Feet Under won een Emmy Award in 2002 en hij won drie Grammy Awards voor American Beauty en Skyfall (beste filmmuziek) en WALL-E (beste song "Down to Earth" met Peter Gabriel). In 1996 schreef hij speciaal voor het 200-jarig bestaan van de stad Cleveland een orkestraal nummer, "Reach Forth Our Hands".

## Stijl
Newmans eerdere composities waren vooral elektronisch. Sinds The Rapture uit 1991 zijn Newmans composities steeds orchestraler geworden. Vaak maakt hij gebruik van onconventionele instrumenten als draailieren, mandolines, tabla's, xaphonen en sazen. Zijn score voor de film American Beauty is een typisch voorbeeld van een score waarvoor Newman veel soorten onconventionele uitheemse instrumenten gebruikte, waaronder kim-kim drums, aangevuld met piano- en fluitmuziek. Zijn scores voor de films The Shawshank Redemption en Road to Perdition zijn daarentegen veel conventioneler van aard.

## Filmografie
- 1984: Reckless
- 1984: Revenge of the Nerds
- 1984: Grandview, U.S.A.
- 1985: Desperately Seeking Susan
- 1985: Girls Just Want to Have Fun
- 1985: The Man with One Red Shoe
- 1985: Real Genius
- 1986: Gung Ho
- 1986: Jumpin' Jack Flash
- 1987: Light of Day
- 1987: Less Than Zero
- 1987: The Lost Boys
- 1988: The Prince of Pennsylvania
- 1988: The Great Outdoors
- 1989: Cookie
- 1990: Men Don't Leave
- 1990: Naked Tango
- 1990: Welcome Home, Roxy Carmichael
- 1991: Career Opportunities
- 1991: The Rapture
- 1991: Deceived
- 1991; The Linguini Incident
- 1991: Fried Green Tomatoes
- 1992: The Player
- 1992: Wispers in the Dark
- 1992: Scent of a Woman
- 1993: Flesh and Bone
- 1993: Josh and S.A.M.
- 1994: Threesome
- 1994: The Favor
- 1994: Little Women
- 1994: The Shawshank Redemption
- 1994: The War
- 1995: How to Make an American Quilt
- 1995: Unstrung Heroes
- 1996: The People vs. Larry Flynt
- 1996: American Buffalo
- 1996: Phenomenon
- 1996: Up Close and Personal
- 1997: Red Corner
- 1997: Mad City
- 1997: Oscar and Lucinda
- 1998: The Horse Whisperer
- 1998: Meet Joe Black
- 1999: American Beauty
- 1999: The Green Mile
- 2000: Erin Brockovich
- 2000: Pay It Forward
- 2001: In the Bedroom
- 2002: The Salton Sea
- 2002: Road to Perdition
- 2002: White Oleander
- 2003: Finding Nemo
- 2004: Lemony Snicket's A Series of Unfortunate Events
- 2005: Cinderella Man
- 2005: Jarhead
- 2006: Little Children
- 2006: The Good German
- 2007: Towelhead (ook bekend als Nothing Is Private)
- 2008: WALL-E
- 2008: Revolutionary Road
- 2009: Brothers
- 2011: The Debt
- 2011: The Adjustment Bureau
- 2011: The Help
- 2011: The Best Exotic Marigold Hotel
- 2011: The Iron Lady
- 2012: Great Hope Springs
- 2012: Skyfall
- 2013: Side Effects
- 2013: Saving Mr. Banks
- 2014: Get on Up
- 2014: The Judge
- 2015: The Second Best Exotic Marigold Hotel
- 2015: Bridge of Spies
- 2015: Spectre
- 2016: Finding Dory
- 2016: Passengers
- 2017: Victoria and Abdul
- 2017: Thank You for Your Service
- 2018: Unsane (als David Wilder Savage)
- 2018: High Flying Bird (als David Wilder Savage)
- 2019: The Highwaymen
- 2019: Tolkien
- 2019: 1917
- 2020: Let Them All Talk
- 2021: The Little Things
- 2021: Operation Mincemeat
- 2022: Dog
- 2023: Elemental

## Overige producties

### Televisiefilms
- 1984: The Seduction of Gina
- 1990: Heat Wave
- 1992: Those Secrets
- 1992: Citizen Cohn

### Televisieseries
- 1990: Against the Law
- 2003: Angels In America
- 2003: Boston Public (2003 -2004)
- 2002: Six Feet Under (2002 - 2005)
- 2012: Jan (main theme)
- 2012: Blue (main theme)
- 2012: Leslie (main theme)
- 2012: The Newsroom
- 2012: Rochelle (main theme)
- 2012: Vanessa & Jan (main theme)
- 2012: Georgia (main theme)
- 2012: Ruth & Erica (main theme)
- 2012: Audrey (main theme)
- 2012: Kendra (main theme)
- 2012: Ro (main theme)
- 2012: Lauren (2012 - 2013)
- 2013: Paloma (main theme)
- 2013: Susanna (main theme)
- 2013: Lauren (met Bob Reynolds)
- 2018: Castle Rock (met Chris Westlake)
- 2024: Monsters: The Lyle and Erik Menendez Story (met Julia Newman)

### Ook te horen in
Newman is te horen in onderstaande producties maar heeft daarvoor niet speciaal muziek gecomponeerd.
- 2005: Madagascar (het nummer "Dead Already" van het album American Beauty)
- 2007: Sicko (afkomstig van albums Little Children, Lemony Snicket's A Series of Unfortunate Events en In the Bedroom)
- Gooische Vrouwen

## Prijzen en nominaties

### Academy Awards
| Jaar | Titel                                           | Categorie                             | Uitslag     |
| ---- | ----------------------------------------------- | ------------------------------------- | ----------- |
| 1995 | The Shawshank Redemption                        | Beste filmmuziek                      | Genomineerd |
| 1995 | Little Women                                    | Beste filmmuziek                      | Genomineerd |
| 1996 | Unstrung Heroes                                 | Beste muzikale of komische filmmuziek | Genomineerd |
| 2000 | American Beauty                                 | Beste filmmuziek                      | Genomineerd |
| 2003 | Road to Perdition                               | Beste filmmuziek                      | Genomineerd |
| 2004 | Finding Nemo                                    | Beste filmmuziek                      | Genomineerd |
| 2005 | Lemony Snicket's A Series of Unfortunate Events | Beste filmmuziek                      | Genomineerd |
| 2007 | The Good German                                 | Beste filmmuziek                      | Genomineerd |
| 2008 | WALL-E                                          | Beste filmmuziek                      | Genomineerd |
| 2008 | WALL-E                                          | Beste filmsong                        | Genomineerd |
| 2013 | Skyfall                                         | Beste filmmuziek                      | Genomineerd |
| 2014 | Saving Mr. Banks                                | Beste filmmuziek                      | Genomineerd |
| 2016 | Bridge of Spies                                 | Beste filmmuziek                      | Genomineerd |
| 2017 | Passengers                                      | Beste filmmuziek                      | Genomineerd |
| 2020 | 1917                                            | Beste filmmuziek                      | Genomineerd |

### BAFTA Awards
| Jaar | Titel            | Categorie        | Uitslag     |
| ---- | ---------------- | ---------------- | ----------- |
| 2000 | American Beauty  | Beste filmmuziek | Gewonnen    |
| 2009 | WALL-E           | Beste filmmuziek | Genomineerd |
| 2013 | Skyfall          | Beste filmmuziek | Gewonnen    |
| 2014 | Saving Mr. Banks | Beste filmmuziek | Genomineerd |
| 2016 | Bridge of Spies  | Beste filmmuziek | Genomineerd |
| 2020 | 1917             | Beste filmmuziek | Genomineerd |

### Emmy Awards
| Jaar | Titel           | Categorie         | Uitslag     |
| ---- | --------------- | ----------------- | ----------- |
| 1991 | Against the Law | Beste titelmuziek | Genomineerd |
| 2002 | Six Feet Under  | Beste titelmuziek | Gewonnen    |
| 2019 | Castle Rock     | Beste titelmuziek | Genomineerd |

### Golden Globe Awards
| Jaar | Titel           | Categorie        | Uitslag     |
| ---- | --------------- | ---------------- | ----------- |
| 2000 | American Beauty | Beste filmmuziek | Genomineerd |
| 2009 | WALL-E          | Beste filmmuziek | Genomineerd |
| 2012 | The Help        | Beste filmmuziek | Genomineerd |
| 2020 | 1917            | Beste filmmuziek | Genomineerd |

### Grammy Awards
| Jaar | Titel                    | Categorie                                                                    | Uitslag     |
| ---- | ------------------------ | ---------------------------------------------------------------------------- | ----------- |
| 1995 | The Shawshank Redemption | Beste instrumentale compositie voor film of televisie                        | Genomineerd |
| 1997 | Unstrung Heroes          | Beste instrumentale compositie voor film of televisie                        | Genomineerd |
| 2001 | American Beauty          | Beste partituur soundtrackalbum voor film, televisie of andere visuele media | Gewonnen    |
| 2005 | Angels in America        | Beste partituur soundtrackalbum voor film, televisie of andere visuele media | Genomineerd |
| 2009 | WALL-E                   | Beste song voor film, televisie of andere visuele media                      | Gewonnen    |
| 2009 | WALL-E                   | Beste partituur soundtrackalbum voor film, televisie of andere visuele media | Genomineerd |
| 2014 | Skyfall                  | Beste partituur soundtrack voor visuele media                                | Gewonnen    |
| 2015 | Saving Mr. Banks         | Beste partituur soundtrack voor visuele media                                | Genomineerd |
| 2017 | Bridge of Spies          | Beste partituur soundtrack voor visuele media                                | Genomineerd |
| 2017 | Bridge of Spies          | Beste instrumentale compositie, voor "Bridge Of Spies (End Title)"           | Genomineerd |
| 2021 | 1917                     | Beste partituur soundtrack voor visuele media                                | Genomineerd |